# Ebruelh
Ebruelh (en francès Ébreuil) és un municipi francès, situat al departament de l'Alier i a la regió d'Alvèrnia-Roine-Alps. L'any 2007 tenia 1.265 habitants.

## Demografia

### Població
El 2007 la població de fet d'Ebruelh era de 1.265 persones. Hi havia 465 famílies de les quals 159 eren unipersonals (60 homes vivint sols i 99 dones vivint soles), 139 parelles sense fills, 119 parelles amb fills i 48 famílies monoparentals amb fills.
La població ha evolucionat segons el següent gràfic:
Habitants censats

### Habitatges
El 2007 hi havia 737 habitatges, 479 eren l'habitatge principal de la família, 163 eren segones residències i 95 estaven desocupats. 660 eren cases i 76 eren apartaments. Dels 479 habitatges principals, 332 estaven ocupats pels seus propietaris, 132 estaven llogats i ocupats pels llogaters i 15 estaven cedits a títol gratuït; 5 tenien una cambra, 34 en tenien dues, 94 en tenien tres, 140 en tenien quatre i 206 en tenien cinc o més. 341 habitatges disposaven pel capbaix d'una plaça de pàrquing. A 232 habitatges hi havia un automòbil i a 183 n'hi havia dos o més.

### Piràmide de població
La piràmide de població per edats i sexe el 2009 era:
| Homes | Edats   | Dones |
| ----- | ------- | ----- |
| 4     | 95 o +  | 12    |
| 4     | 90 a 94 | 52    |
| 16    | 85 a 89 | 56    |
| 20    | 80 a 84 | 16    |
| 28    | 75 a 79 | 64    |
| 24    | 70 a 74 | 32    |
| 48    | 65 a 69 | 44    |
| 36    | 60 a 64 | 24    |
| 28    | 55 a 59 | 20    |
| 36    | 50 a 54 | 40    |
| 36    | 45 a 49 | 48    |
| 32    | 40 a 44 | 36    |
| 40    | 35 a 39 | 44    |
| 24    | 30 a 34 | 36    |
| 44    | 25 a 29 | 28    |
| 12    | 20 a 24 | 20    |
| 28    | 15 a 19 | 24    |
| 36    | 10 a 14 | 40    |
| 36    | 5 a 9   | 20    |
| 24    | 0 a 4   | 24    |

## Economia
El 2007 la població en edat de treballar era de 703 persones, 457 eren actives i 246 eren inactives. De les 457 persones actives 427 estaven ocupades (228 homes i 199 dones) i 30 estaven aturades (10 homes i 20 dones). De les 246 persones inactives 76 estaven jubilades, 53 estaven estudiant i 117 estaven classificades com a «altres inactius».

### Ingressos
El 2009 a Ébreuil hi havia 498 unitats fiscals que integraven 1.089 persones, la mediana anual d'ingressos fiscals per persona era de 17.323 €.

### Activitats econòmiques
Dels 92 establiments que hi havia el 2007, 5 eren d'empreses alimentàries, 8 d'empreses de fabricació d'altres productes industrials, 12 d'empreses de construcció, 20 d'empreses de comerç i reparació d'automòbils, 5 d'empreses de transport, 6 d'empreses d'hostatgeria i restauració, 4 d'empreses financeres, 3 d'empreses immobiliàries, 7 d'empreses de serveis, 17 d'entitats de l'administració pública i 5 d'empreses classificades com a «altres activitats de serveis».
Dels 32 establiments de servei als particulars que hi havia el 2009, 1 era una oficina d'administració d'Hisenda pública, 1 gendarmeria, 1 oficina de correu, 2 oficines bancàries, 5 tallers de reparació d'automòbils i de material agrícola, 1 autoescola, 1 paleta, 4 guixaires pintors, 2 fusteries, 4 lampisteries, 1 electricista, 2 perruqueries, 3 restaurants, 3 agències immobiliàries i 1 saló de bellesa.
Dels 11 establiments comercials que hi havia el 2009, 1 era una gran superfície de material de bricolatge, 1 una botiga de més de 120 m², 1 una botiga de menys de 120 m², 2 fleques, 2 carnisseries, 1 una llibreria, 1 una sabateria i 2 floristeries.
L'any 2000 a Ébreuil hi havia 32 explotacions agrícoles que ocupaven un total de 1.974 hectàrees.

## Equipaments sanitaris i escolars
El 2009 hi havia 2 farmàcies i 1 ambulància.
El 2009 hi havia una escola elemental.

## Poblacions més properes
El següent diagrama mostra les poblacions més properes.